# Национальное агентство изучения и развития космоса
Национальное агентство изучения и развития космоса (NASRDA) — государственный орган, осуществляющий деятельность Нигерии в космосе.

## История
Национальная космическая программа и соответствующее координирующее агентство с начальным ежегодным бюджетом 2,2 млн долларов в составе федерального министерства науки и технологий после подготовительного периода с 1998 года были основаны 1 августа 2001 года указом президента Олусегуна Обасанджо, для чего было первоначально выделено 93 млн долларов. Госсовет по космическим технологиям возглавил президент.
10 мая 2006 года была принята расширенная новая космическая программа страны.
Современный центр контроля и управления спутниками агентства был построен в столице страны Абуджа.
В исследовании и освоении космического пространства Нигерия сотрудничает с Великобританией, Китаем, Украиной и Россией. В КНР проходили подготовку 55 нигерийских инженеров.

## Цели
Нигерия стала третьей африканской страной (после ЮАР и Алжира) с собственными спутниками и в настоящее время имеет 5 запущенных искусственных спутников Земли. Планы по запуску первого спутника в 1976 году реализованы не были. Первый нигерийский спутник NigeriaSat-1 стоимостью 30 млн долларов массой 100 кг, построенный в Великобритании компанией SSTL при участии учёных Нигерии, был запущен для международной системы мониторинга чрезвычайных ситуаций DMC 27 сентября 2003 года на российской ракете-носителе «Космос-3М» из российского космодрома Плесецк. Спутники NigeriaSat-2 и NigeriaSat-X дистанционного зондирования Земли того же производства массой 300 кг были запущены 17 августа 2011 года на украинской ракете-носителе «Днепр» из российского космодрома Ясный. Изготовленный в Китае для учреждённой национальной компании спутниковой связи Nigerian Communication Satellite ltd, первый африканский геостационарный телекоммуникационный спутник NigComSat-1 массой 5,15 т был запущен китайской ракетой-носителем «Чанчжэн-3BE» 13 мая 2007 года c китайского космодрома Сичан, а после выхода из строя был заменён спутником NigComSat-1R, запущенным 19 декабря 2011 года.
Планируется продолжение использования спутников, занимающихся космической разведкой месторождений полезных ископаемых, предсказанием погоды, обеспечением связи и научными исследованиями. В том числе, планируются запуски спутников связи NigComSat-2 и NigComSat-3 в 2012 и 2013 годах, военного спутника дистанционного зондирования Земли NigeriaSAR-1 с РЛС с синтезированной апертурой в 2015 году и даже АМС для исследования Луны в дальнейшем.
Около 2015 года планируется подготовить и запустить в полёт на иностранном космическом корабле первого нигерийского космонавта. С этой целью велись переговоры с Россией и Китаем.
Также в планировала самостоятельное создание собственных спутников к 2018 году, ракеты-носителя и космодрома в 2025—2028 годах с украинской помощью.